# الدوري البيروي لكرة القدم 1969
الدوري البيروفي لكرة القدم 1969 (بالإسبانية: Campeonato Descentralizado 1969)‏ هو الموسم 41 من الدوري البيروفي لكرة القدم. كان عدد الأندية المشاركة فيه 14، وفاز فيه الجامعي دي بيرو.